# Вја Пратале ди Ботегоне (Пистоја)
Вја Пратале ди Ботегоне је насеље у Италији у округу Пистоја, региону Тоскана.
Према процени из 2011. у насељу је живело 16 становника. Насеље се налази на надморској висини од 511 м.